# Single numer jeden w roku 2019 (Węgry)
2019 – dwudziesty pierwszy rok, w którym było prowadzone zestawienie najlepiej sprzedających się singli na Węgrzech.

## Historia notowania
| Data publikacji | Utwór                    | Wykonawca                                 | Źródło |
| --------------- | ------------------------ | ----------------------------------------- | ------ |
| 28 grudnia      | „Meztelen”               | Majka x Tamás Horváth                     | [ 2 ]  |
| 4 stycznia      | „Meztelen”               | Majka x Tamás Horváth                     | [ 3 ]  |
| 11 stycznia     | „Meztelen”               | Majka x Tamás Horváth                     | [ 4 ]  |
| 18 stycznia     | „7 Rings”                | Ariana Grande                             | [ 5 ]  |
| 25 stycznia     | „Shallow”                | Lady Gaga & Bradley Cooper                | [ 6 ]  |
| 1 lutego        | „Shallow”                | Lady Gaga & Bradley Cooper                | [ 7 ]  |
| 8 lutego        | „Shallow”                | Lady Gaga & Bradley Cooper                | [ 8 ]  |
| 15 lutego       | „Shallow”                | Lady Gaga & Bradley Cooper                | [ 9 ]  |
| 22 lutego       | „Shallow”                | Lady Gaga & Bradley Cooper                | [ 10 ] |
| 1 marca         | „Shallow”                | Lady Gaga & Bradley Cooper                | [ 11 ] |
| 8 marca         | „Shallow”                | Lady Gaga & Bradley Cooper                | [ 12 ] |
| 15 marca        | „Shallow”                | Lady Gaga & Bradley Cooper                | [ 13 ] |
| 22 marca        | „Shallow”                | Lady Gaga & Bradley Cooper                | [ 14 ] |
| 29 marca        | „Deutschland”            | Rammstein                                 | [ 15 ] |
| 5 kwietnia      | „Amikor feladnád”        | Halott Pénz                               | [ 16 ] |
| 12 kwietnia     | „Boy with Luv”           | BTS feat. Halsey                          | [ 17 ] |
| 19 kwietnia     | „Jenny of Oldstones”     | Florence and the Machine                  | [ 18 ] |
| 26 kwietnia     | „Me!”                    | Taylor Swift feat. Brendon Urie           | [ 19 ] |
| 3 maja          | „If I Can’t Have You”    | Shawn Mendes                              | [ 20 ] |
| 10 maja         | „I Don’t Care”           | Ed Sheeran & Justin Bieber                | [ 21 ] |
| 17 maja         | „Amikor feladnád”        | Halott Pénz                               | [ 22 ] |
| 24 maja         | „Olyan Ő”                | Bagossy Brothers Company                  | [ 23 ] |
| 31 maja         | „Old Town Road”          | Lil Nas X feat. Billy Ray Cyrus           | [ 24 ] |
| 7 czerwca       | „Olyan Ő”                | Bagossy Brothers Company                  | [ 25 ] |
| 14 czerwca      | „Amikor feladnád”        | Halott Pénz                               | [ 26 ] |
| 21 czerwca      | „Señorita”               | Shawn Mendes & Camila Cabello             | [ 27 ] |
| 28 czerwca      | „Señorita”               | Shawn Mendes & Camila Cabello             | [ 28 ] |
| 5 lipca         | „Señorita”               | Shawn Mendes & Camila Cabello             | [ 29 ] |
| 12 lipca        | „Bad Guy”                | Billie Eilish                             | [ 30 ] |
| 19 lipca        | „Señorita”               | Shawn Mendes & Camila Cabello             | [ 31 ] |
| 26 lipca        | „Bad Guy”                | Billie Eilish                             | [ 32 ] |
| 2 sierpnia      | „Señorita”               | Shawn Mendes & Camila Cabello             | [ 33 ] |
| 9 sierpnia      | „Señorita”               | Shawn Mendes & Camila Cabello             | [ 34 ] |
| 16 sierpnia     | „Señorita”               | Shawn Mendes & Camila Cabello             | [ 35 ] |
| 23 sierpnia     | „Señorita”               | Shawn Mendes & Camila Cabello             | [ 36 ] |
| 30 sierpnia     | „Señorita”               | Shawn Mendes & Camila Cabello             | [ 37 ] |
| 6 września      | „Señorita”               | Shawn Mendes & Camila Cabello             | [ 38 ] |
| 13 września     | „Don’t Call Me Angel”    | Ariana Grande, Miley Cyrus & Lana Del Rey | [ 39 ] |
| 20 września     | „Adj még egy napot”      | György Molnár                             | [ 40 ] |
| 27 września     | „Señorita”               | Shawn Mendes & Camila Cabello             | [ 41 ] |
| 4 października  | „Dance Monkey”           | Tones and I                               | [ 42 ] |
| 11 października | „A Walesi Bárdok – Demo” | Dalriada                                  | [ 43 ] |
| 18 października | „Dance Monkey”           | Tones and I                               | [ 44 ] |
| 25 października | „Dance Monkey”           | Tones and I                               | [ 45 ] |
| 1 listopada     | „Dance Monkey”           | Tones and I                               | [ 46 ] |
| 8 listopada     | „Dance Monkey”           | Tones and I                               | [ 47 ] |
| 15 listopada    | „Dance Monkey”           | Tones and I                               | [ 48 ] |
| 22 listopada    | „Dance Monkey”           | Tones and I                               | [ 49 ] |
| 29 listopada    | „Dance Monkey”           | Tones and I                               | [ 50 ] |
| 6 grudnia       | „Dance Monkey”           | Tones and I                               | [ 51 ] |
| 13 grudnia      | „Dance Monkey”           | Tones and I                               | [ 52 ] |
| 20 grudnia      | „Dance Monkey”           | Tones and I                               | [ 53 ] |